# Kara Kennedy
Kara Kennedy Allen (Bronxville, 27 febbraio 1960 – Washington, 16 settembre 2011) è stata una filantropa e produttrice televisiva statunitense.
Kara Anne Kennedy era la prima figlia di Ted e di Joan Bennett Kennedy.

## Biografia
Kara Anne Kennedy è nata nel 1960 da Joan e Ted Kennedy a Bronxville nello stato di New York. Nel suo libro True Compass, il senatore Kennedy ha scritto della sua gioia per la sua nascita: "Non avevo mai visto una bambina più bella, e non ero mai stato più felice". I suoi fratelli erano Edward Moore Kennedy, Jr. (nato nel 1961) e Patrick Joseph Kennedy II (nato nel 1967). Ha trascorso i suoi primi anni in Virginia e a Cape Cod. Ha frequentato la National Cathedral School a Washington, e il Trinity College ad Hartford. Kara Anne Kennedy si è laureata alla Tufts University di Medford, nel Massachusetts.
Dopo essersi diplomata alla National Cathedral School nel 1978, Kennedy ha lavorato alla campagna presidenziale del padre del 1980 prima di iscriversi alla Tufts University. Dopo aver conseguito la laurea nel 1983, ha intrapreso la carriera televisiva lavorando alla Fox News di New York. È stata anche produttrice del programma televisivo Evening Magazine nella televisione WBZ-TV di Boston. Kara Kennedy ha prodotto film per VSA arts, precedentemente nota come Very Special Arts, un'organizzazione fondata da sua zia Jean Ann Kennedy per incoraggiare la partecipazione alle arti da parte di persone con disabilità. Uno dei progetti più noti di Kara Kennedy è stato un film che ha prodotto su Chris Burke, l'attore con sindrome di Down, che ha recitato nella serie televisiva Una famiglia come le altre. Ha rivelato che il progetto del film ha avuto un impatto molto positivo su di lei.
Kara Kennedy è stata direttrice emerita e amministratore nazionale della John F. Kennedy Library Foundation, un'organizzazione senza scopo di lucro che fornisce sostegno finanziario, personale e risorse creative per la John F. Kennedy Library a Boston. Kara Kennedy è stata anche volontaria al Sibley Hospital e alle donne del N Street Village di Washington Ha fatto parte del consiglio dell'istituto Edward M. Kennedy per il Senato degli Stati Uniti dove ha coprodotto un film sull'Istituto che è stato mostrato al suo evento inaugurale innovativo. Kara Kennedy era anche un'insegnante di lettura e si stava preparando a far parte del consiglio di Reading Partners al momento della sua morte. Kennedy faceva parte del National Advisory Board dell'Organizzazione nazionale sulla sindrome alcolica fetale (NOFAS).
Nel 2002, all'età di 42 anni, a Kara Kennedy fu diagnosticato un cancro ai polmoni. Inizialmente aveva detto che la malattia era inoperabile, ma ha trovato - con l'aiuto di suo padre - un chirurgo al Brigham and Women's Hospital di Boston, che era disposto a rimuovere una parte del suo polmone destro nel tentativo di salvarle la vita. L'operazione ha avuto successo e ha ripreso una vita attiva che comprendeva regolarmente la corsa e il nuoto. Il 12 agosto 2009, Kara Kennedy ha accettato la Presidential Medal of Freedom dal presidente Barack Obama a nome di suo padre durante una cerimonia a Washington. Suo padre è morto 13 giorni dopo; gli era stato diagnosticato un cancro al cervello nel maggio 2008.
Nell'aprile del 2011, Kara Kennedy ha scritto un articolo per The Boston Globe sulla sua vita familiare e sull'influenza di suo padre su di lei. Kara Kennedy ha rivelato la sua stretta relazione con suo padre e il ruolo che ha svolto nell'aiutarla a combattere la sua battaglia contro il cancro al polmone. Il 16 settembre 2011, due anni dopo la morte del padre, Kennedy ha subito un infarto mortale in un centro benessere di Washington, dopo il suo allenamento quotidiano. Aveva 51 anni ed è stata sepolta nel cimitero di Holyhood a Brookline, nel Massachusetts, insieme ai suoi nonni, Rose e Joseph Kennedy.

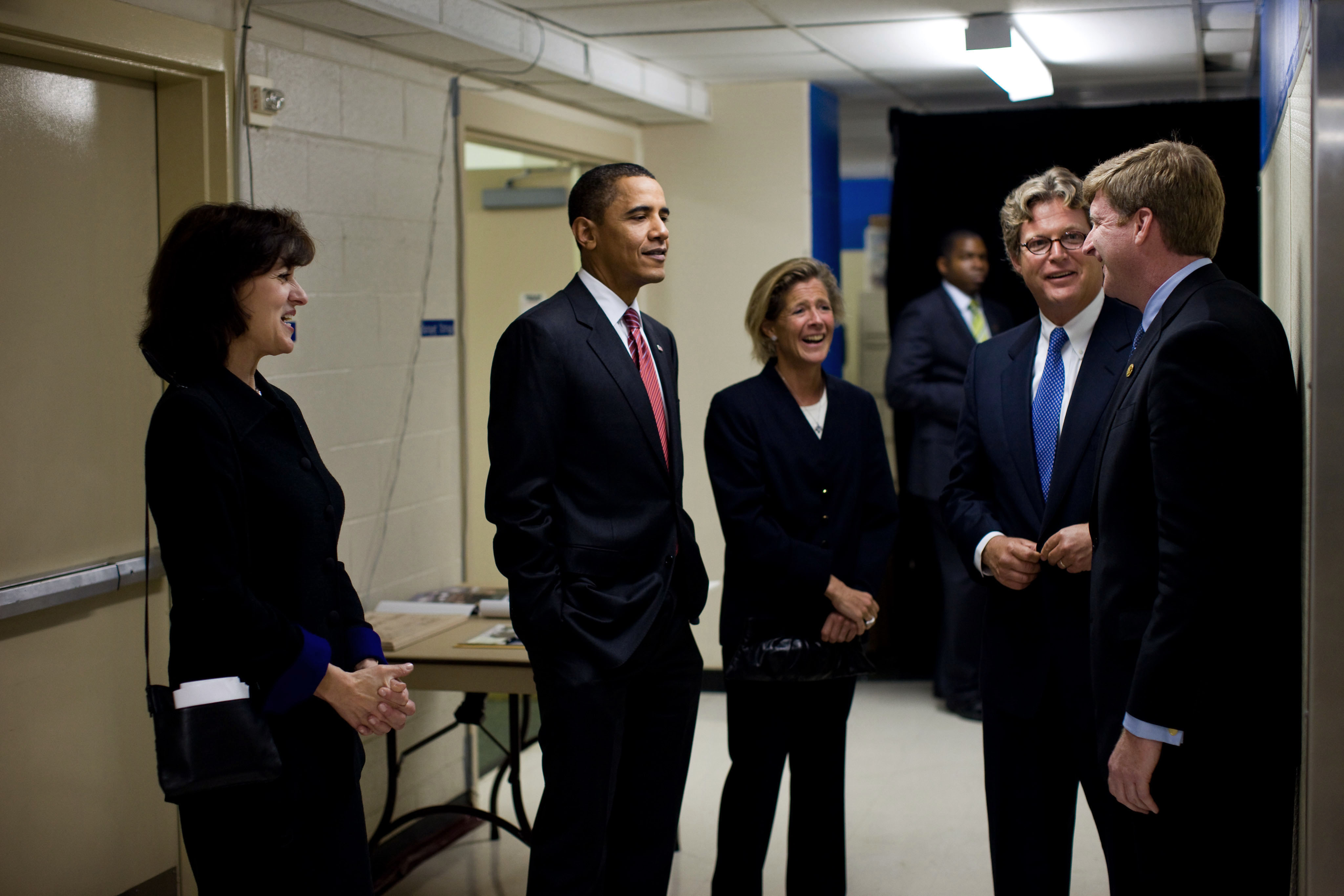
Kara Kennedy con Vicki Kennedy, Barack Obama e suo fratello nel 2009.

## Vita privata
Il 9 settembre 1990, Kara e Michael Allen, architetto e sviluppatore immobiliare del Rhode Island, si sono sposati alla Our Lady of Victory Church a Centerville, a Cape Cod, nel Massachusetts, un frequente sito di eventi familiari della famiglia Kennedy. Quando si sposò, Kara lasciò il suo secondo nome "Anne" e lo sostituì con il suo cognome da nubile "Kennedy" come suo nuovo secondo nome. Hanno avuto due figli: Grace Kennedy Allen (nata il 19 settembre 1994 a Washington) e Max Greathouse Allen (nato il 20 dicembre 1996 a Rockville, nel Maryland). Hanno divorziato dopo 11 anni di matrimonio nel 2001.